# Мануфактуури (квартал)
Квартал «Мануфакту́ури» (эст. Manufaktuuri kvartal — «Мануфактурный») — офисно-жилой и исторический квартал в Ситси, одном из микрорайонов Таллина, Эстония. Расположен между улицами Копли, Мануфактуури, Ситси и Сыле. Создаётся с 2017 года на территории бывшей «Балтийской мануфактуры», основанной в Ревеле во времена Российской империи, одного из крупнейших предприятий лёгкой промышленности Советской Эстонии, ликвидированного в 2006 году. Как и таллинские кварталы «Ротерманни», «Ноблесснер» и «Вольта», квартал «Мануфактуури» сочетает в себе историческое наследие и современный образ жизни.

## Расположение
Квартал «Мануфактуури» расположен в полутора километрах к северо-востоку от морского пляжа Пелгуранд (Штромка) и в одном километре к юго-западу от порта Лахесуу. В пределах лёгкой досягаемости от него находятся многие из наиболее ценных городских пространств и значимых архитектурных объектов Северного Таллина: Лётная гавань, Батарейная гавань, порт Ноблесснер и мультифункциональный центр мероприятий «Культурный котёл», соединённые  зелёным коридором Путукавяйла. До Ратушной площади, площади Свободы и Балтийского вокзала — около 3 км, до Таллинского порта — около 4,5 км. В 4 км от квартала расположен птичий заказник Пальяссааре, в 2,5 км — приморский микрорайон Мериметса с его тропами здоровья.

## Предыстория
28 октября 1898 года российский император Николай II утвердил устав акционерного общества «Балтийская бумагопрядильная и ткацкая мануфактура». Для постройки будущей фабрики у города было куплено 84,4 десятины земли на окраине Ревеля около Цигельскоппельской дороги.
Строительство фабрики началось 23 февраля 1899 года, предприятие начало работу 2 марта 1900 года. В 1909 году был построен красно-кирпичный главный корпус мануфактуры, длина которого составила 234 метра, и четырёхэтажная ситцевая фабрика. В годы Второй мировой войны фабричные корпуса очень сильно пострадали и были почти заново отстроены.
Принадлежавшие «Балтийской мануфактуре» 15 строений начала XX века в 1997 году были включены в Государственный регистр памятников культуры Эстонии как памятники архитектуры: главный корпус мануфактуры, бывший в течение нескольких десятилетий своеобразным символом и визуальным ориентиром таллинского микрорайона Ситси; баня (сейчас там находится крытый рынок «Sitsi market»); восемь двухэтажных деревянных жилых домов для рабочих, мастеров и служащих фабрики; здание Потребительского общества Балтийской мануфактуры; школа, конюшня, прачечная, а также фабричная церковь. Историческое строение 1899 года — деревянный жилой дом директора «Балтийской мануфактуры» (также памятник архитектуры) — сгорело в 2019 году. После выхода Эстонии из состава СССР в 1991 году российский рынок для «Балтийской мануфактуры» оказался закрыт в связи с разрушением налаженных ранее экономических связей. Осенью 2005 года предприятие остановило работу, в 2006 году было ликвидировано.

## История строительства квартала
1 мая 2009 года веб-портал «Novosti ERR» сообщил, что таллинская городская управа утвердила проект планировки территории бывшей «Балтийской мануфактуры». Как сообщалось, проект, в частности, предполагает строительство самого высокого здания эстонской столицы — 60-этажного небоскрёба высотой 200 метров. Согласно проекту, на территории бывшей фабрики запланировано построить несколько жилых домов и офисных зданий, а также торговый центр и детский сад. Самый высокий в Таллине небоскрёб будет включать в себя жилые и коммерческие площади и будет соединён с торгово-развлекательным центром. В ходе реконструкции территории «Балтийской мануфактуры» будут снесены все постройки советского времени.
Постановлением Таллинской городской управы от 5 мая 2010 года на территории будущего квартала была основана улица Мануфактуури.
8 октября 2016 года на портале «Sputnik» появилась ещё одна новость: ведущие эстонские кинематографические компании анонсировали создание в Таллине крупнейшей в Балтии киностудии (киногородка), которую планируют открыть в одном из зданий бывшей мануфактуры в конце 2018 года. В новом здании были запланированы три съёмочных павильона высотой 14 метров. Стоимость проекта на тот год оценивалась в шесть миллионов евро. В январе 2025 года Таллинский киногородок (эст. Tallinn Film Wonderland) всё еще находился в начальной стадии создания, а местом его возведения стал участок в другом микрорайоне города, на улице Пальяссааре (микрорайон Пальяссааре).

### Первый этап
Весной 2017 года вдоль сетчатой ограды бывшей мануфактуры стояли рекламные щиты фирмы по продаже недвижимости«Pindi Kinnisvara», был изображён проект будущей жилой застройки части её территории, под названием «Яблоневый сад Ситси» (эст. «Sitsi Õunaaed»). В 2019 году было завершено строительство восьми жилых домов из красного кирпича высотой в пять и девять этажей (всего 269 квартир), по виду созвучных с краснокирпичными корпусами бывшей мануфактуры, и парковочное здание. Знаменитый фабричный яблоневый сад частично сохранили. Этим ознаменовался первый этап создания нового квартала.

### Второй этап
В 2020 году было объявлено, что на территории бывшего комплекса «Балтийской мануфактуры» построят новый жилой район стоимостью 100 млн евро. Развитием недвижимости здесь занялись фирмы «Hepsor AS» и «Tolaram Investments AS» (дочернее предприятие сингапурской компании «Tolaram»). Жилой район получил название «Квартал Мануфактуури».
Второй этап создания нового квартала завершился в 2024 году возведением  двух квартирных зданий по адресу ул. Мануфактуури 7/1 и 7/2 (150 квартир и 450 м² коммерческих площадей). В то же время было продолжено развитие недвижимости на оставшейся фабричной территории.

### Третий этап
Третий этап создания квартала приходится на 2025—2026 годы. Самыми новыми зданиями  квартала в 2026 году станут два квартирных дома по адресу улица Мануфактуури 12/1 и 12/2, где из окон откроются красивые виды на историческую фабрику. Эти здания окружит дизайнерский ландшафт, а во внутреннем дворе они будут иметь зоны для спокойного и активного отдыха и пикника.
Самым уникальным в квартале станет офисно-жилой дом с А-классом энергоэффективности, строительство которого запланировано на 2025—2026 годы с использованием аутентичного фасада главного корпуса «Балтийской мануфактуры», построенного из красного кирпича и плитняка в 1909 году. Дом получит название «Мануфактурная фабрика» (эст. Manufaktuuri Vabrik). Высота потолков составит более 4 метров, и в квартирах можно будет создавать жильё с персональной планировкой и дизайном интерьера, обустраивать второй этаж или зимний сад. В здании будут помещения для хранения велосипедов и детских колясок, а также складские помещения и подземная парковка. Подготовительные работы начались уже в 2024 году.
По словам застройщиков, новый квартал сохранит «достойную историю завода» и в 2020-е годы станет «сердцем» Северного Таллина с уникальной средой обитания, где сочетаются историческое наследие и современный образ жизни.
Из построек советского периода к 2025 году сохранились бывшая заводская проходная по адресу ул. Мануфактуури 4/1 (бывший ул. Копли 35) — в нём в тёплое время года работает кафе «Kohalik» (с эст. — «Местное»), и несколько небольших заводских построек.

## Транспорт
Общественный транспорт
- трамваи № 1 и 2, остановка «Angerja» на улице Копли;
- автобусы № 26, 26А, 32, 33, 40, 48Б 66 и 72, остановка «Ehte» на улице Сыле[20].

Автомобиль
Продолжительность пути от центра города — 10 минут. Есть парковочная площадка по адресу ул. Копли 35.

## Галерея

Строительство квартала «Мануфактуури», 2017—2022 годы
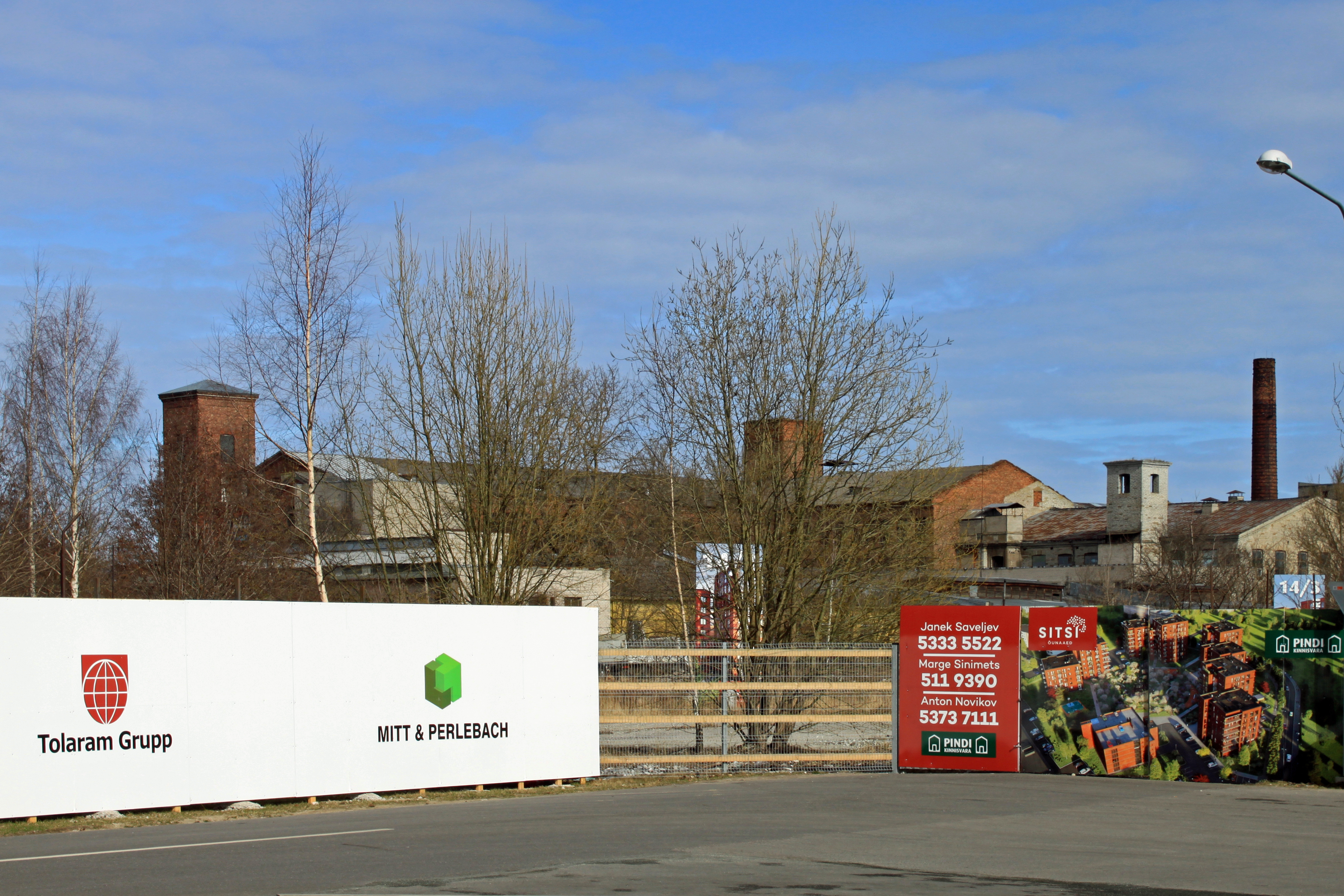
Начало создания квартала, апрель 2017 года
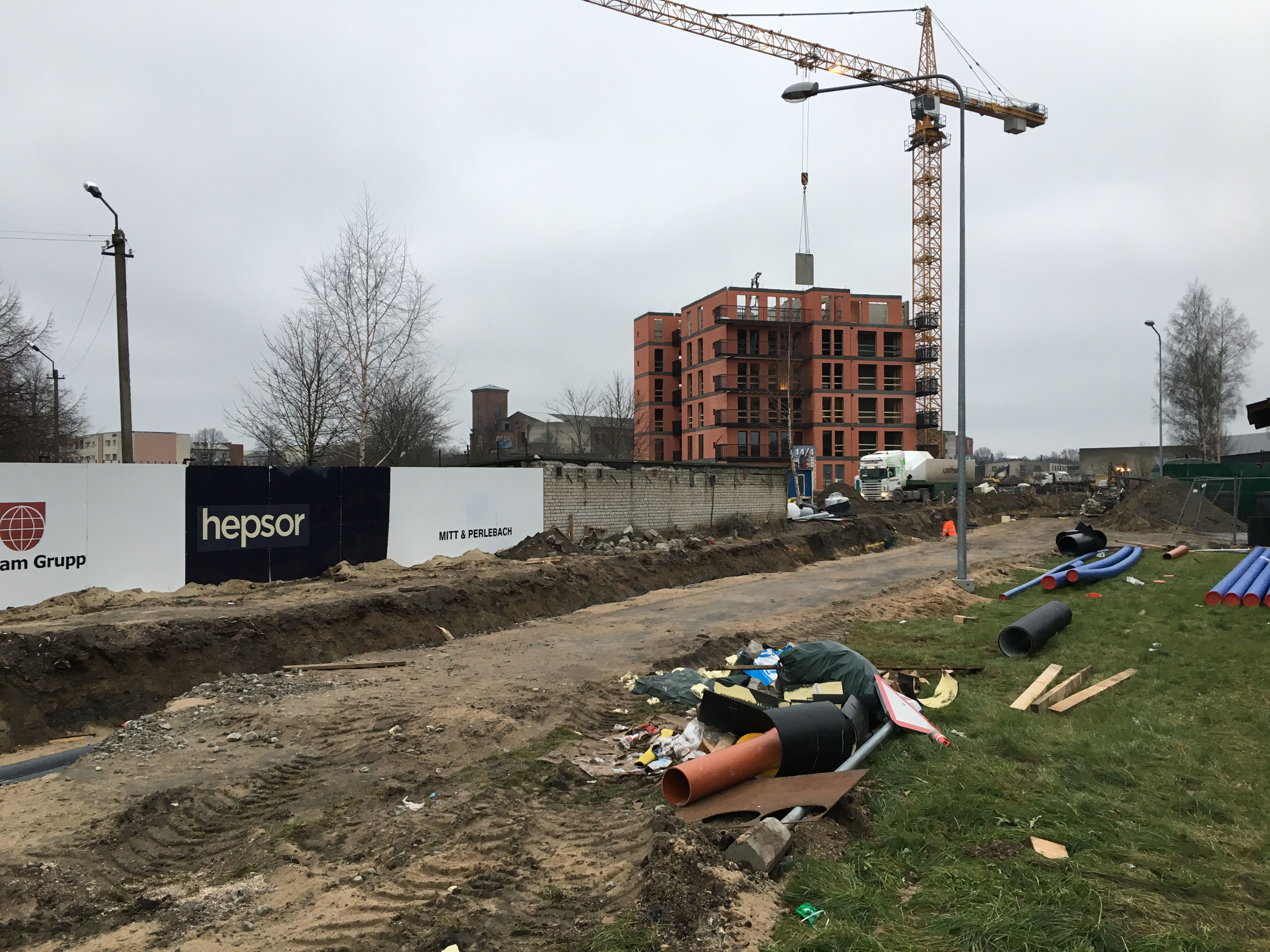
Возведение первого квартирного дома, декабрь 2017 года
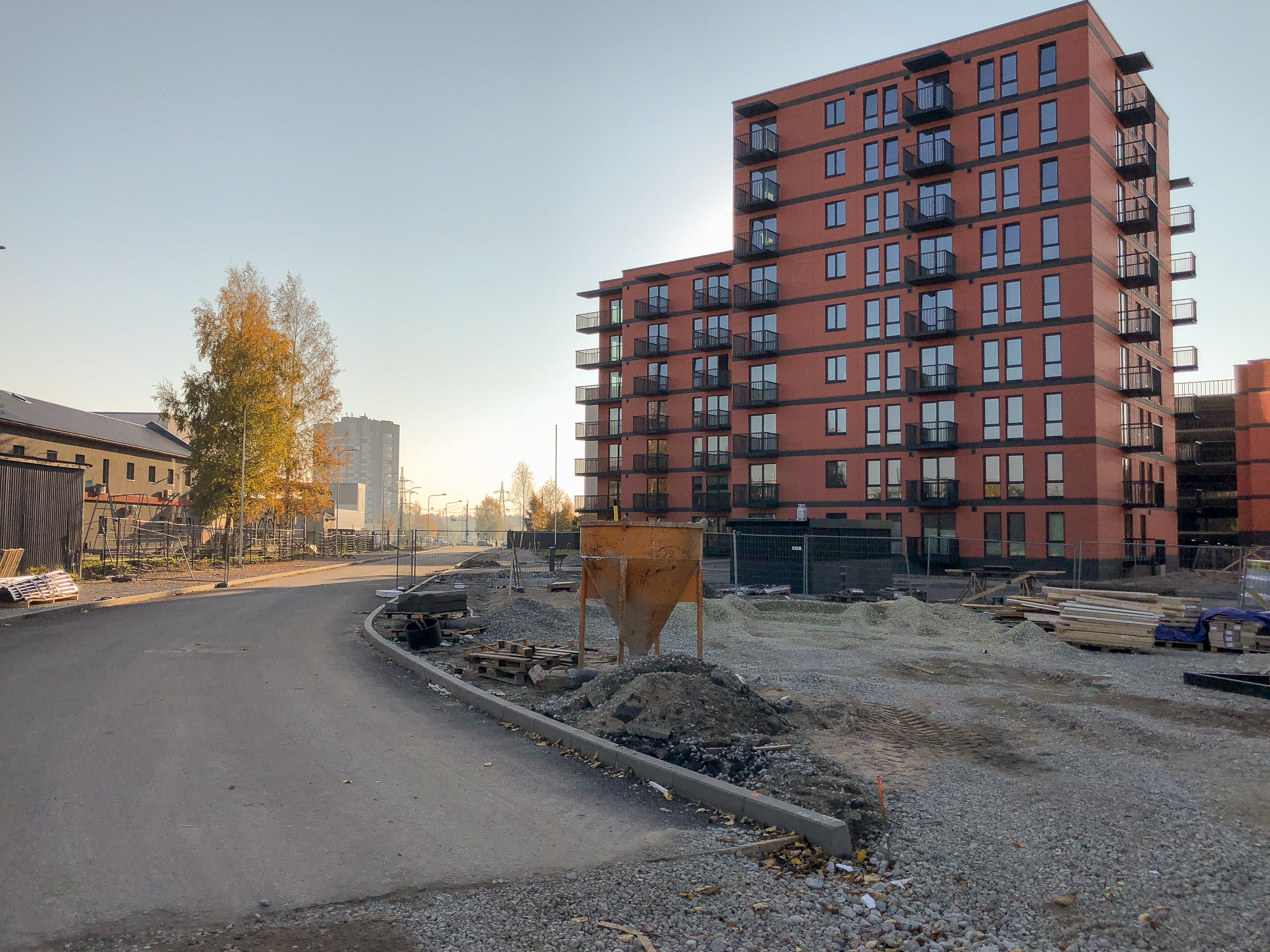
Октябрь 2018 года
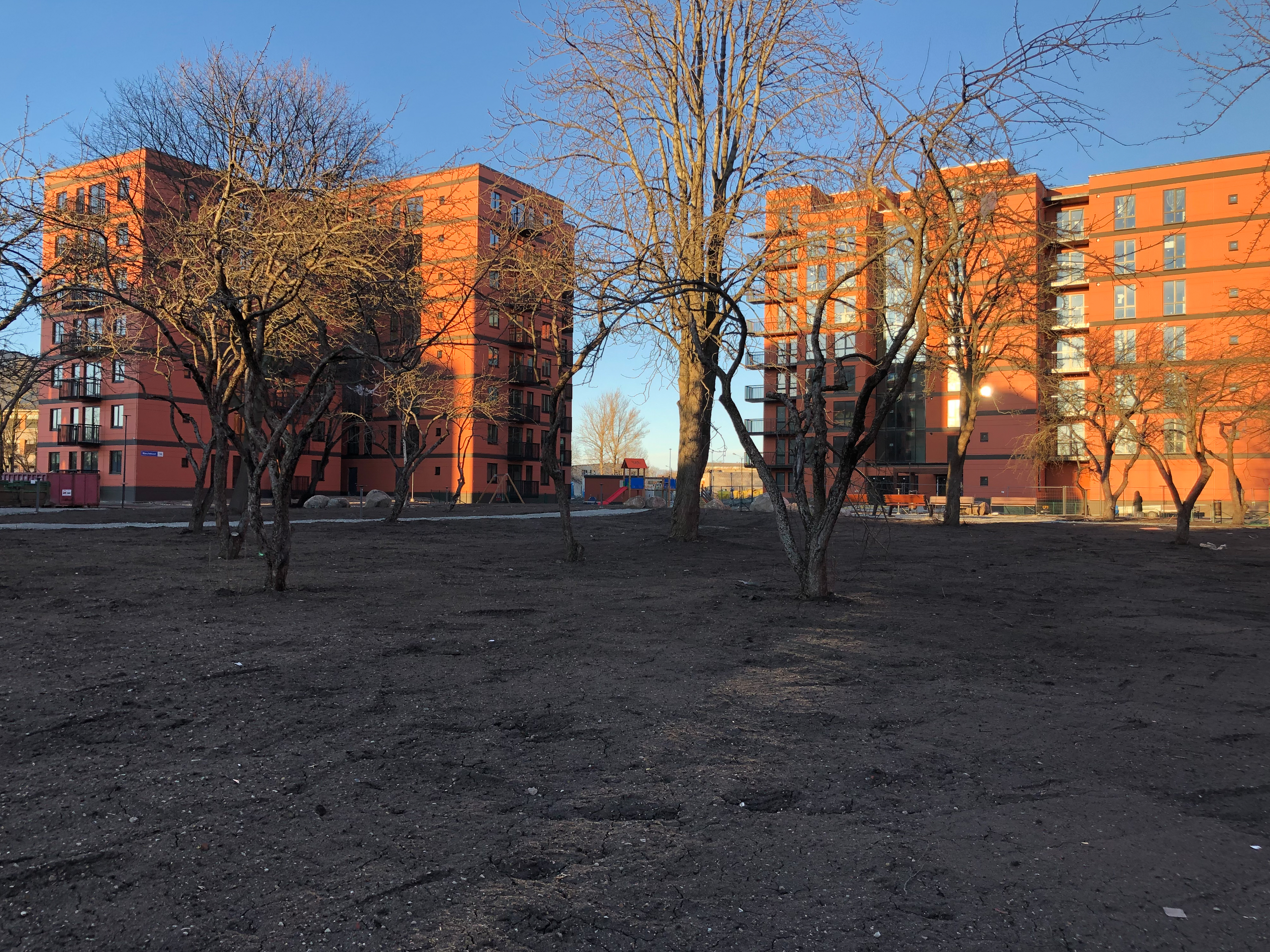
Март 2019 года
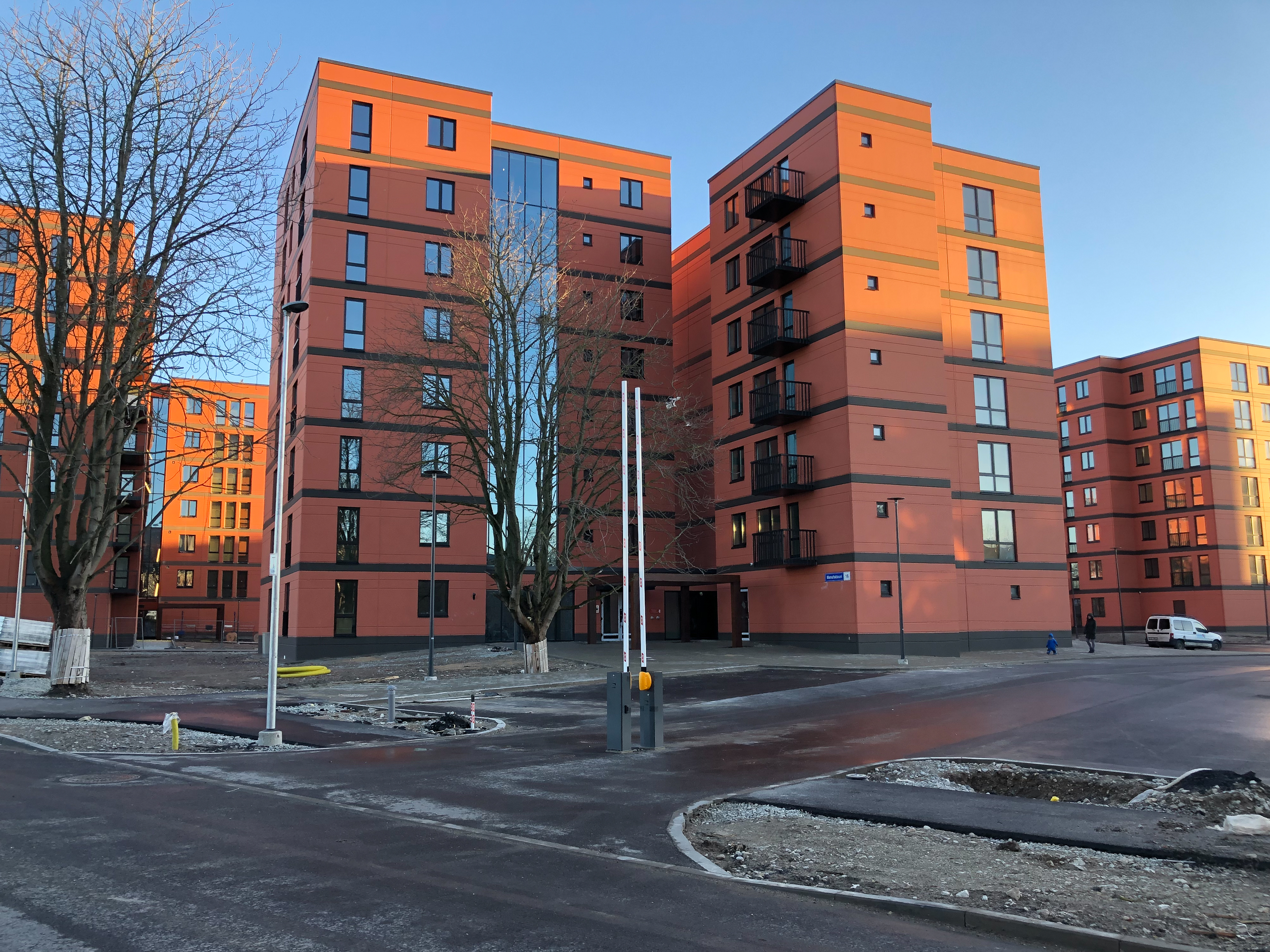
Март 2019 года. На первом плане — дом ул. Мануфактуури 16
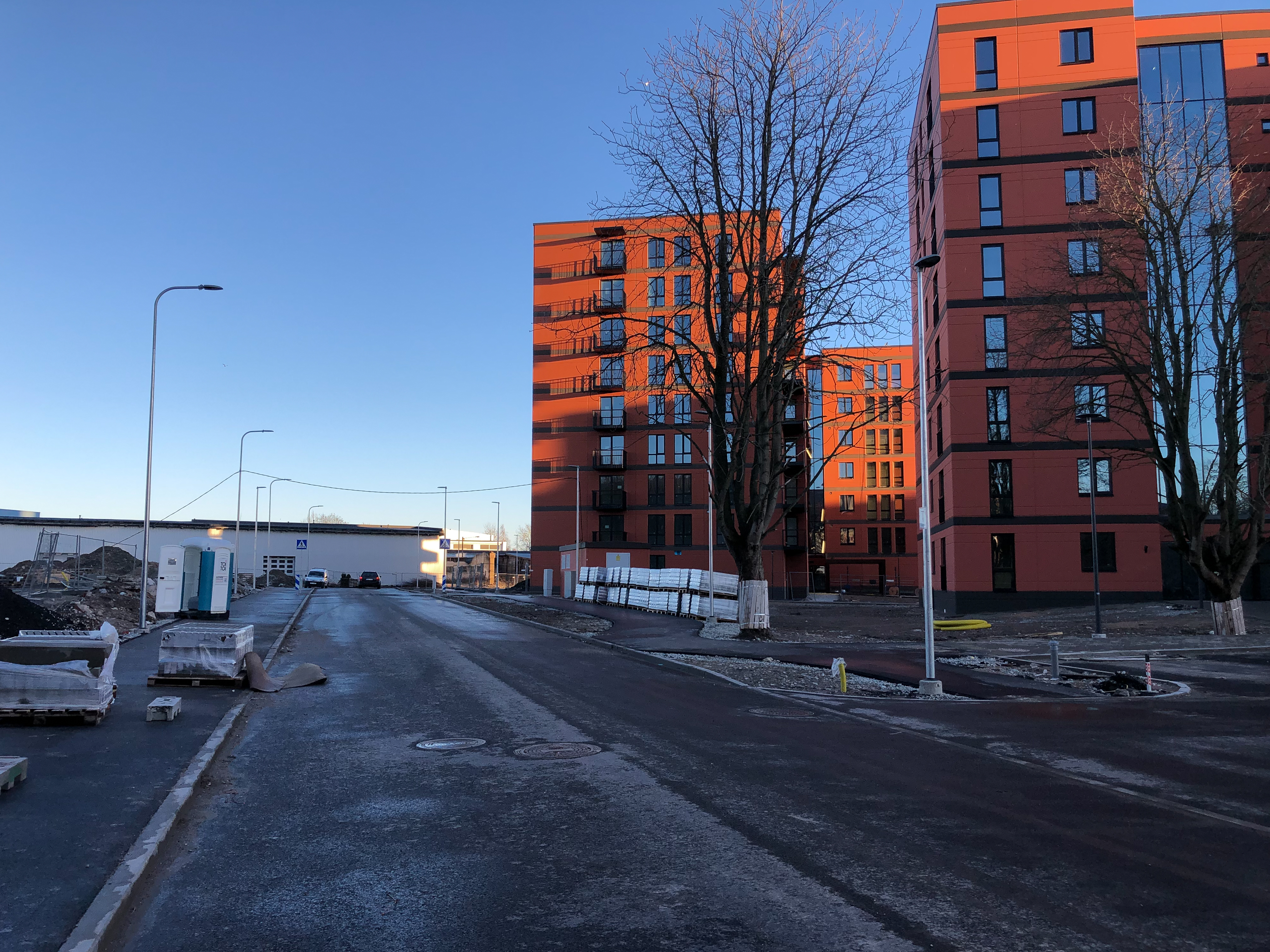
Ул. Мануфактуури 16 и 18, март 2019 года
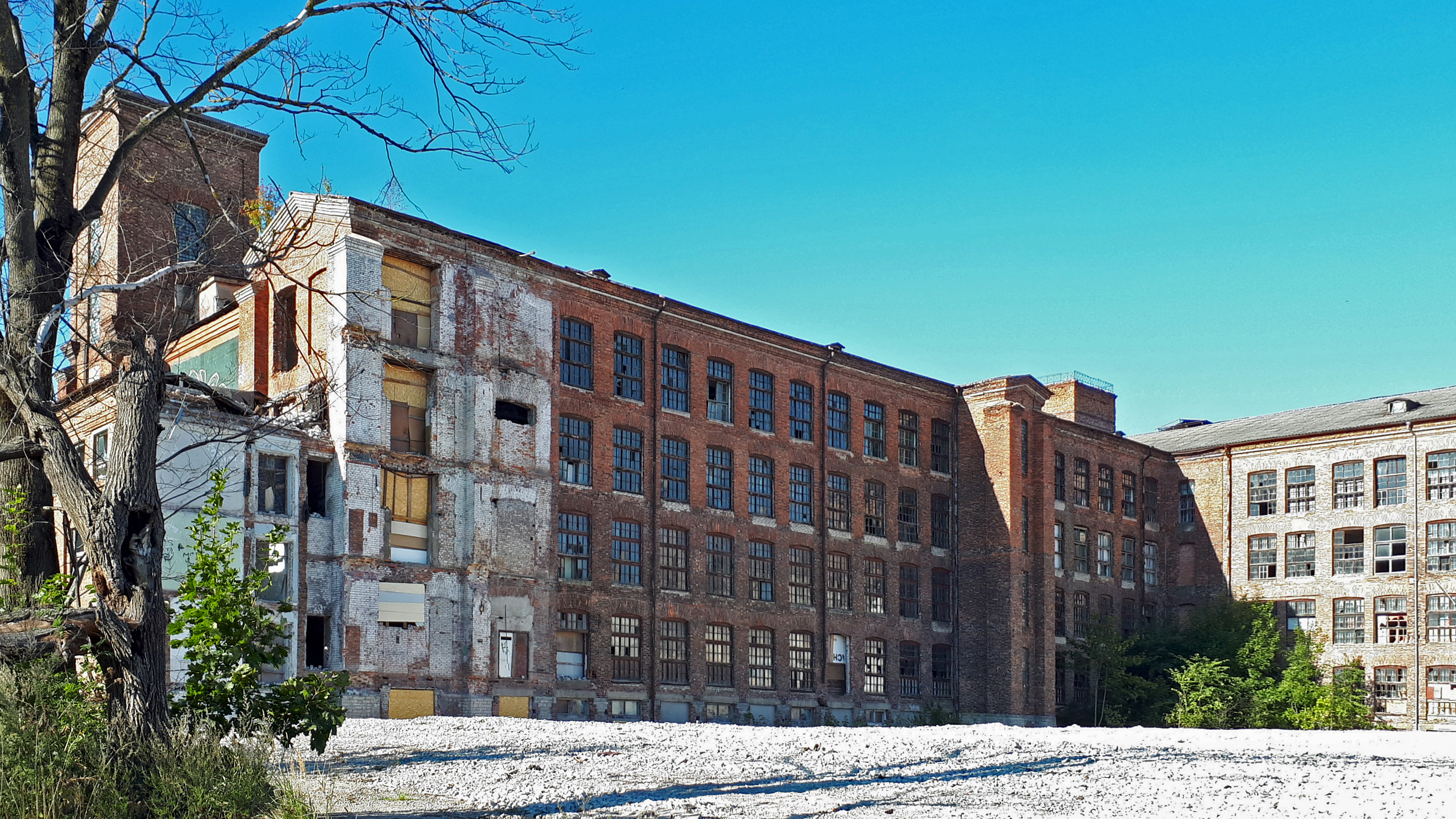
Главный корпус «Балтийской мануфактуры» в 2021 году, будущее здание «Мануфактурная фабрика»
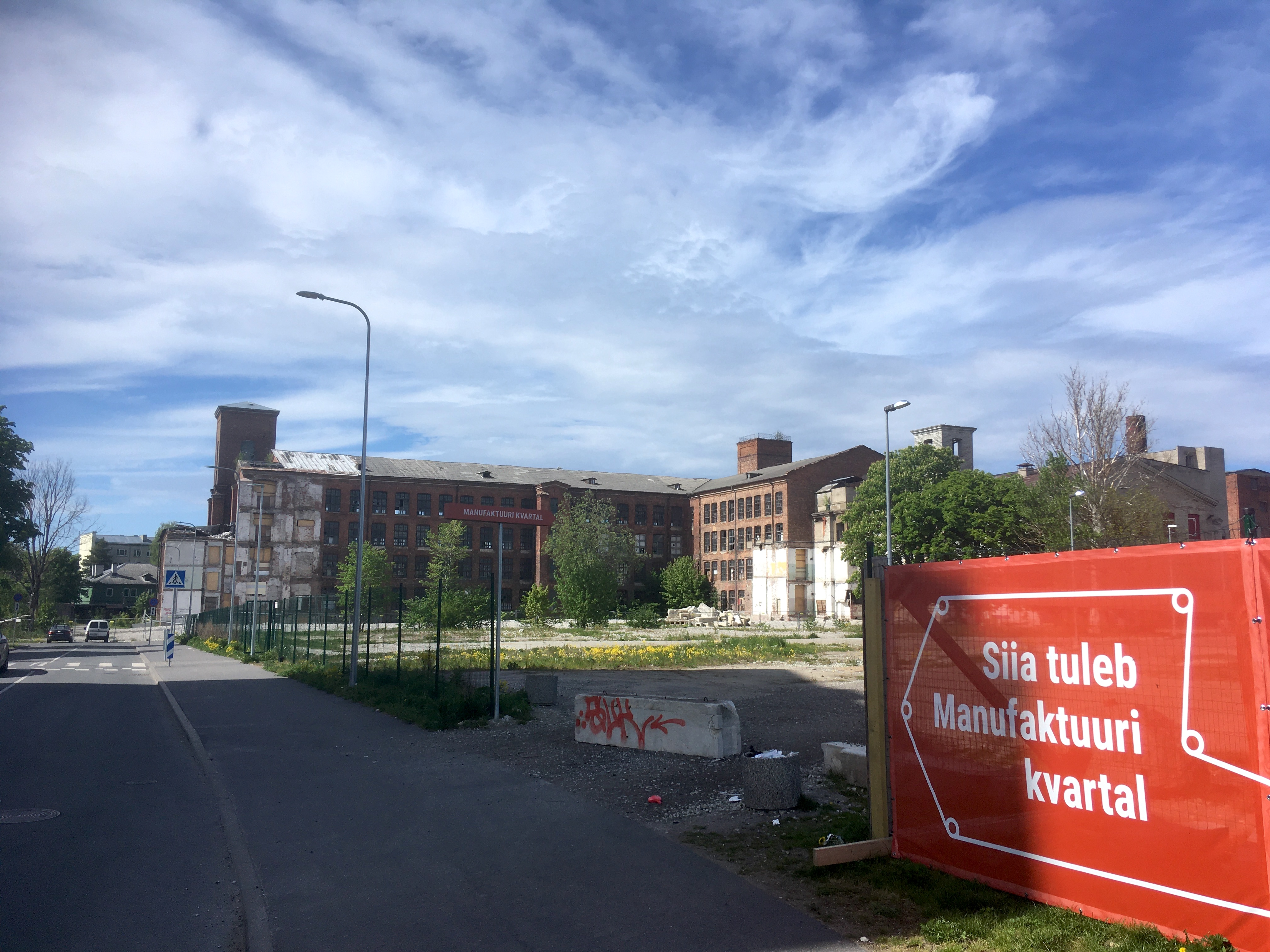
Территория, расчищенная для строительства новых жилых домов, май 2022 года

Завершённое строительство в квартале «Мануфактуури» (улица Мануфактуури), 2021—2025 годы
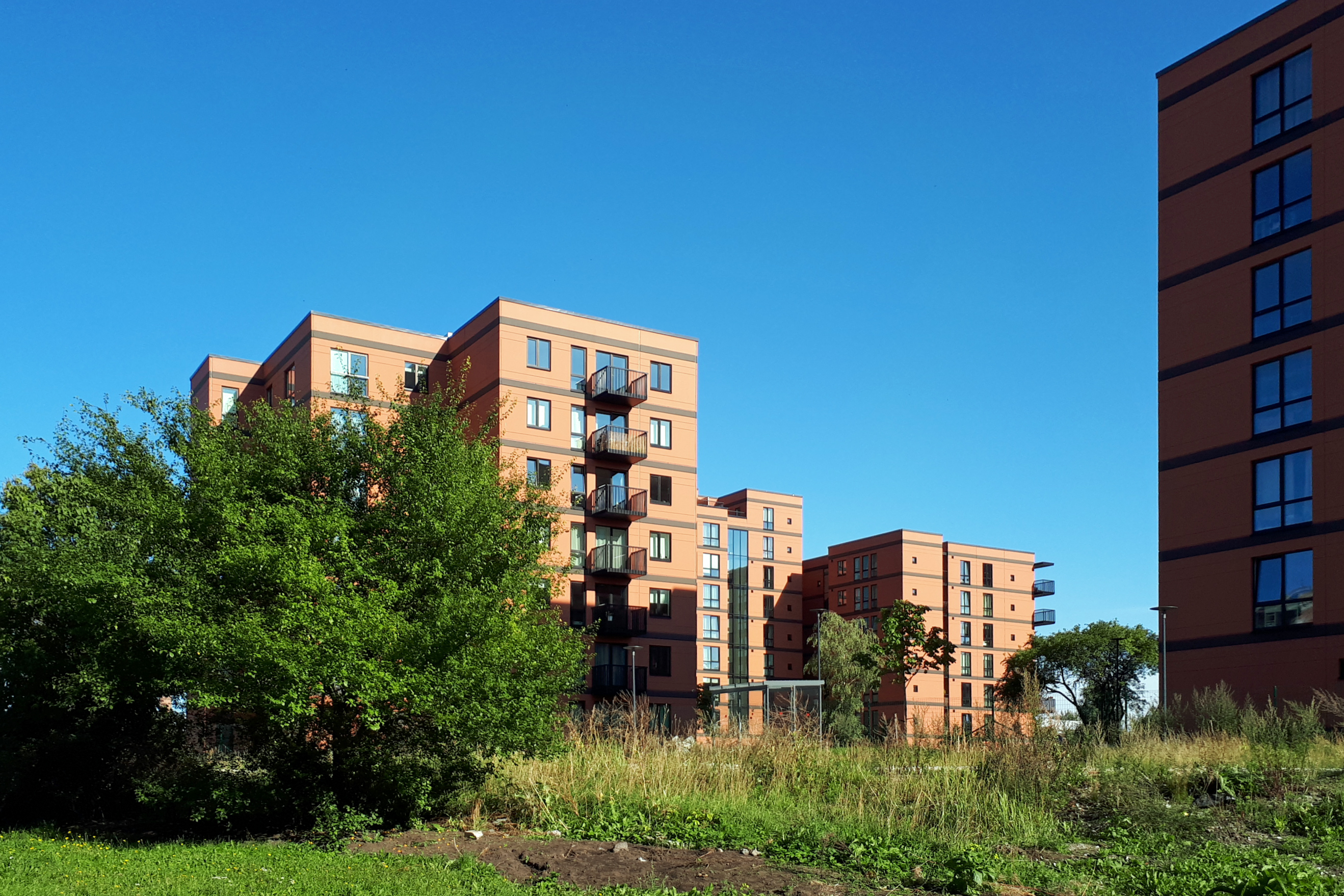
Дома 14/1 и 14/2
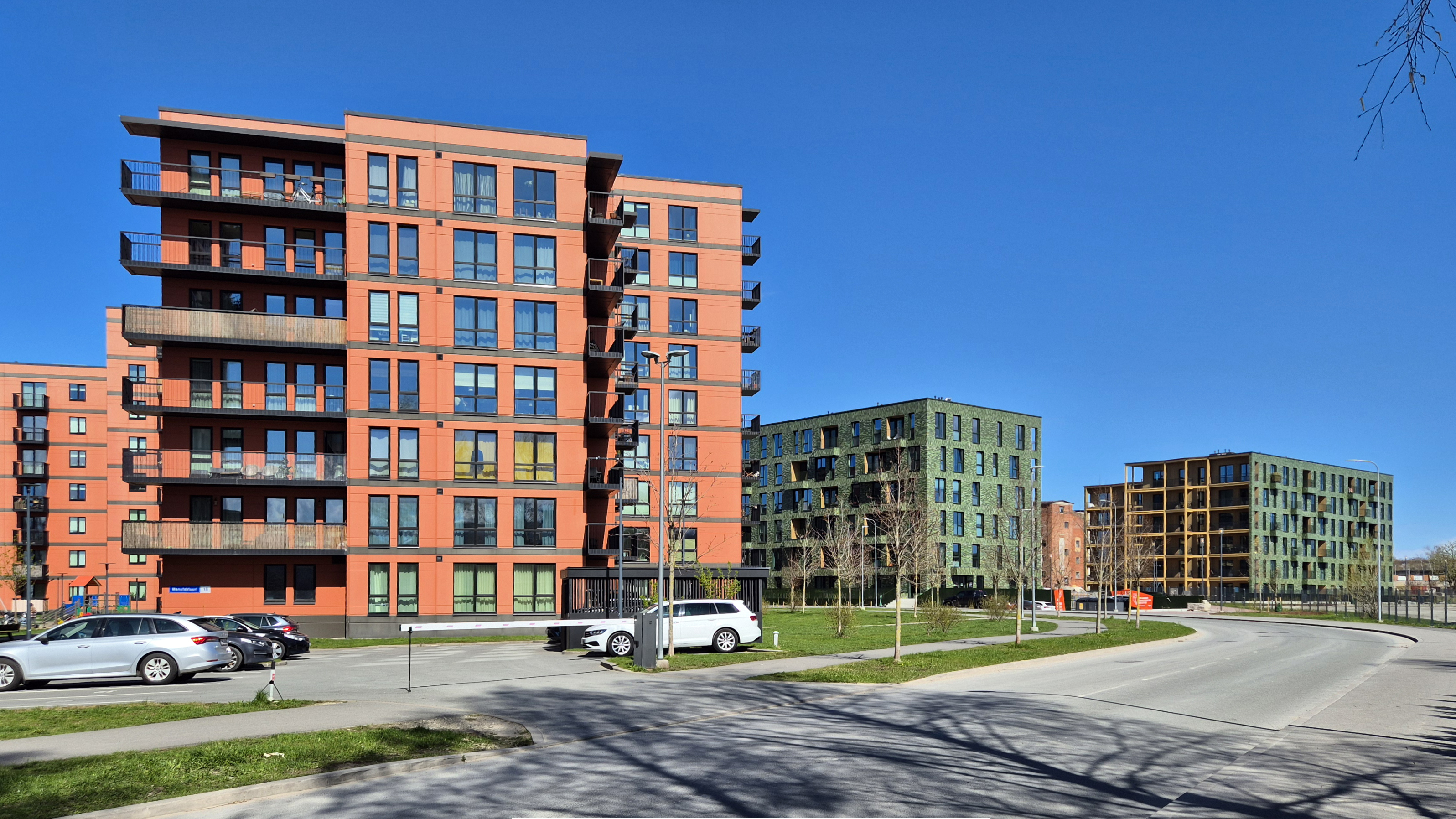
Дома 20, 7/1 и 7/2
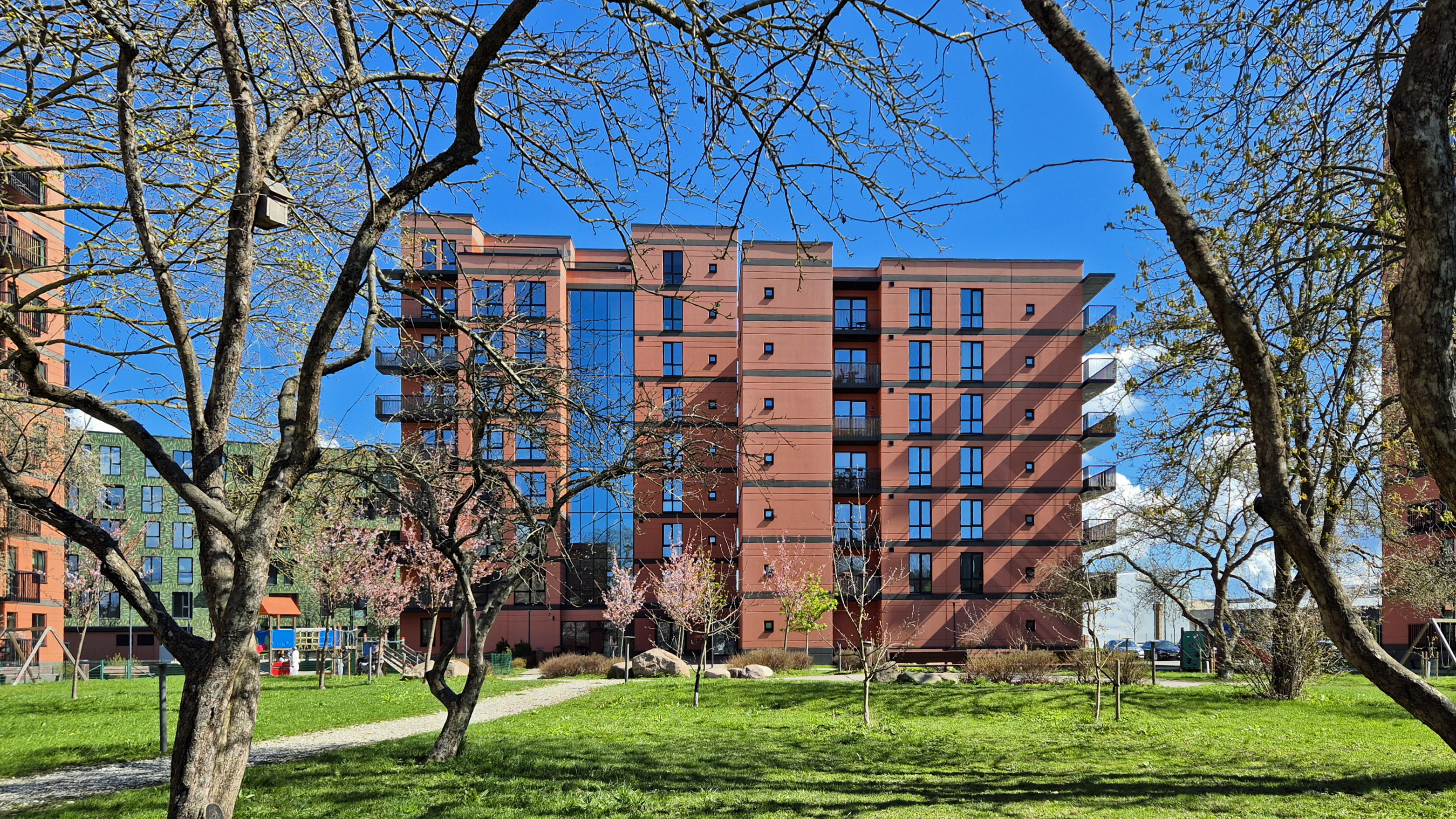
Дом 18
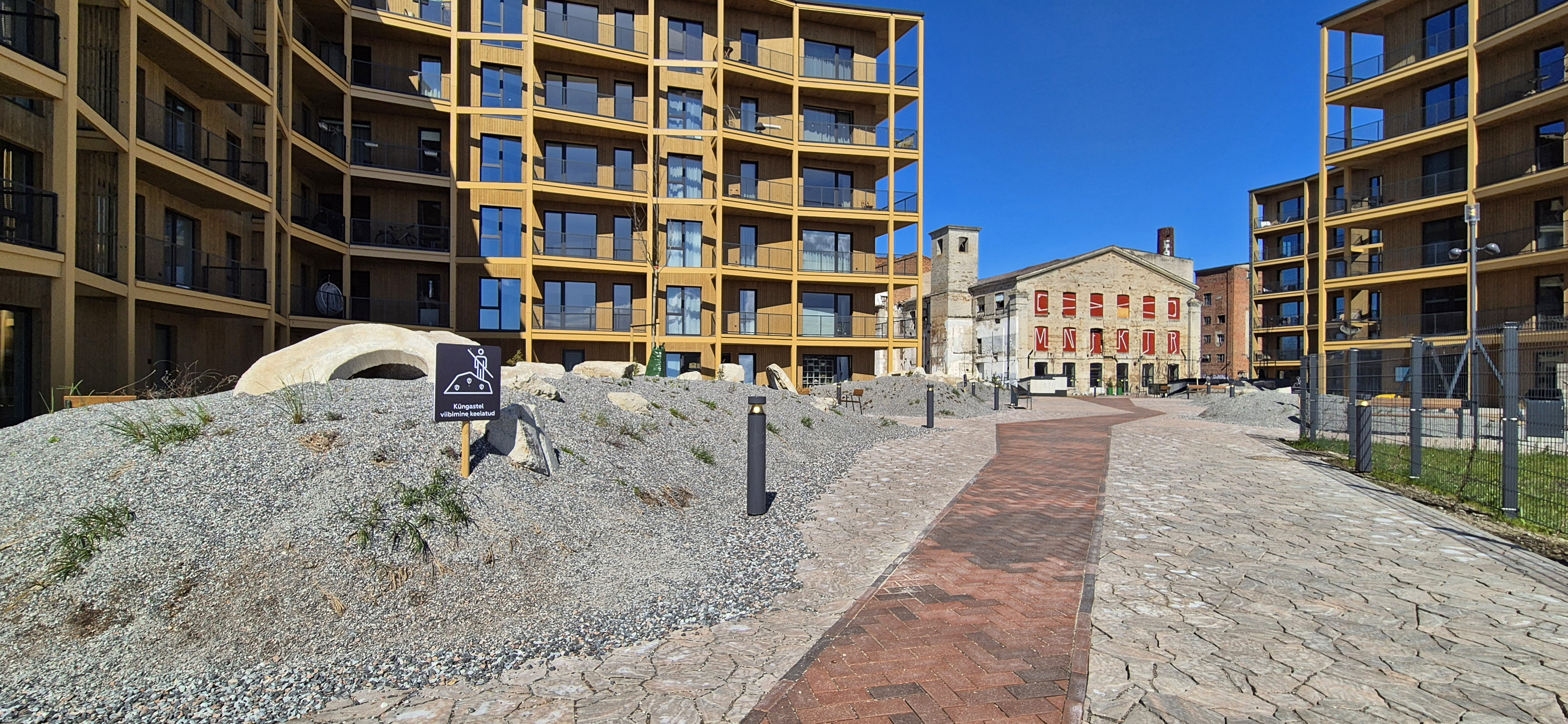
Дома 7/1 и 7/2 и ландшафтный дизайн двора